# Ковале-Олецьке (гміна)
Гміна Ковале-Олецьке (пол. Gmina Kowale Oleckie) — сільська гміна у північній Польщі. Належить до Олецького повіту Вармінсько-Мазурського воєводства.
Станом на 31 грудня 2011 у гміні проживало 5386 осіб.

## Територія
Згідно з даними за 2007 рік площа гміни становила 251.61 км², у тому числі:
- орні землі: 53.00%
- ліси: 35.00%

Таким чином, площа гміни становить 28.79% площі повіту.

## Населення
Станом на 31 грудня 2011:
| Опис     | Загалом | Загалом | Чоловіки | Чоловіки | Жінки | Жінки |
| -------- | ------- | ------- | -------- | -------- | ----- | ----- |
| одиниця  | осіб    | %       | осіб     | %        | осіб  | %     |
| все      | 5386    | 100     | 2779     | 51.60    | 2607  | 48.40 |
| міське   | 0       | 100     | 0        |          | 0     |       |
| сільське | 5386    | 100     | 2779     | 51.60    | 2607  | 48.40 |

## Сусідні гміни
Гміна Ковале-Олецьке межує з такими гмінами: Бане-Мазурське, Ґолдап, Круклянкі, Олецько, Свентайно, Філіпув.